# Gáspár Bernadette
Gáspár Bernadett modell, színésznő, designer, a BB magyar kampány reklámarca.

## Élete
Édesapja mérnök, édesanyja jogi előadó. Egy fotós látta meg, sétálgatás közben, a 17 éves skandinávszőke, 180 cm magas fiatal lányt, majd ezek után felvették a manökenképző iskolába: Állami Artistaképző Intézet. Mivel eredetileg is divattervezőnek készült, jó választásnak tűnt a modellkedés mint jövedelemforrás. Egyhamar magával ragadta a reklámipar és a kifutók világa. 
Első debütálása a Magyar Divat Intézet nagybemutatóján volt. Címlapokon, divat editorielekben, reklám- és fotókampányokban szerepelt itthon és külföldön egyaránt, sok éven keresztül. 
Már rögtön a pályája elején magyar manökenként nemzetközi szerződést kapott, karrierjét több mint 10 éven keresztül Nyugat Európában építette, dolgozott a világ nagy divatvárosaiban: Milánó, London, Párizs, New York, Tokió. 
Pályája csúcsán – miközben még aktívan modellkedett –, átállt a menedzseri oldalra, és az akkori párizsi ügynökségével – Karin models, világszerte elismert francia modellügynökség – együtt elindított elsőként Magyarországon, Budapesten, egy modell menedzsment képviseletet, Image Model Studio néven. 
Később betársult mellé egy Kanadából hazatelepült filmes és modell, Alexander Pocsay, akivel széleskörű modell- és reklámügynökséggé fejlesztettek az Image-t, és számos világsztárt építettek fel. Éveken át rendezték nagy sikerrel a New York-i Ford models megbízásából a Super Model Of The World modell felfedező világversenyt.  
Az Image modelst 2005-ben a csúcsra futtatva hagyta abba, és átpártolt a tárgyak világába. Megnyitott egy kortárs-design galériát Budapest belváros szívében – Aura Home Design néven –, ahol az eklektikus lakberendezési tárgyak és művészeti alkotások mellett teret adott fiatal kortárs festőknek, szobrászoknak, divattervezőknek, valamint tervezéssel is foglalkozott, ami később egy újabb életfejezethez vezette, lakás- és enteriőrtervezés.  
Több híres festőművészt is inspirált mint modell, múzsa, Anton Molnár, Mazzag István festőművészek művein szerepel.   
Több reklámfilmben szerepelt, a BB (Balatonboglári Borgazdasági Zrt.) reklámkampány arca volt, amit Kozma Péter rendezett.  
Fotósai voltak, többek közt: Bakos István, Baricz Kati, Ékes János, Fenyő János, Lengyel Miklós, Tulok András, Tóth József, Zétényi János, Rózsavölgyi Gyöngyi, Bacsó Béla fotóművészek, valamint Anton Molnár festőművész.

## Filmekben, mint szereplő
- 1995. Rendező: Hartai László – Muhi András, Laci, Bonnie és Clyde 10, szereplő (magyar kisjátékfilm, 1995)
- 1988. Rendező: Dárday István, Szalai Györgyi – A dokumentátor 6.1, színész (magyar filmdráma, 205 perc, 1988)
- 1983. Rendező: Bódy Gábor - A kutya éji dala - szereplő, magyar filmdráma, 140 perc.